# ファウルア・マキシ
ファウルア・マキシ（Faulua Makisi、1997年1月20日 - ）は、ジャパンラグビーリーグワンクボタスピアーズ船橋・東京ベイに所属するラグビーユニオン選手。2025年6月までに日本国籍を取得し、氏名がマキシ ファウルアとなった。

## 略歴
トンガ出身。日本航空石川時代、高校日本代表に選ばれた。
2015年、天理大学に入る。
2016年3月、ジュニア・ジャパンに選ばれ、ワールドラグビー パシフィック･チャレンジ2017に出場した。
2016年5月21日に行われた2016年アジアラグビーチャンピオンシップ第3戦韓国代表戦で途中出場で日本代表初キャップを獲得した。
2016年9月、U20日本代表としてワールドラグビーU20トロフィーに出場し、優勝。
2018年5月にはサンウルブズの2018年トレーニングスコッドに追加招集された。
2019年、クボタスピアーズに加入。
2020年1月19日にジャパンラグビートップリーグ第2節Honda HEAT戦に先発出場で公式戦初出場を果たす。
2022年6月25日、ウルグアイ代表戦で日本代表初先発でフル出場した。2024年10月26日、ニュージーランド代表戦で代表初トライを挙げた。
2024-25シーズンで、クボタスピアーズ船橋・東京ベイのキャプテンを務める。
2025年6月12日、日本国籍を取得したことを発表した。2025-26シーズンから登録名は「マキシ ファウルア」となる予定。